# Воргорда
Воргорда (швед. Vårgårda) — містечко (tätort, міське поселення) у центральній Швеції в лені Вестра-Йоталанд. Адміністративний центр комуни  Воргорда.

## Географія
Містечко знаходиться у центральній частині лена Вестра-Йоталанд за 416 км на південний захід від Стокгольма.

## Історія
У 1952 році Воргорда стала центром ландскомуни.

## Герб міста
Герб було розроблено для ландскомуни Воргорда. Отримав королівське затвердження 1953 року.
Герб: у синьому полі стоїть золотий сніп пшениці, у верхніх вигнутих золотих вільних полях по синій гусячій голові з червоним дзьобом.
Зображення гуски походить з печатки 1613 року гераду (територіальної сотні) Гесене. Сніп був на печатці гераду Куллінг з XVIII століття. Обидва символи уособлюють сільське господарство.
Після адміністративно-територіальної реформи, проведеної в Швеції на початку 1970-х років, муніципальні герби стали використовуватися лишень комунами. Цей герб був 1971 року перебраний для нової комуни Воргорда. 

## Населення
Населення становить 5 703 мешканців (2018). 

## Спорт
У поселенні базується футбольний клуб Воргорда ІК та інші спортивні організації. 

## Галерея

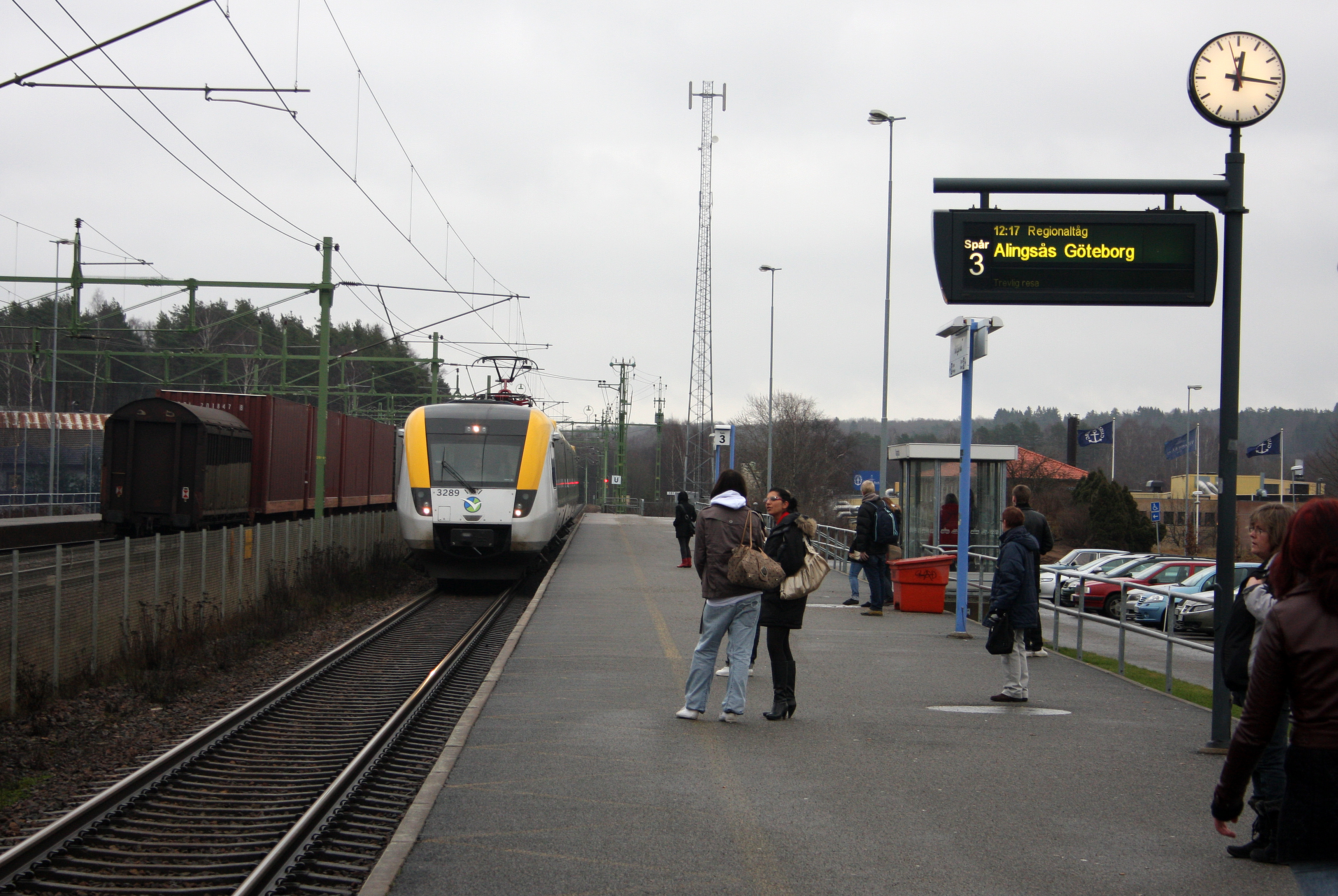
Залізнична станція
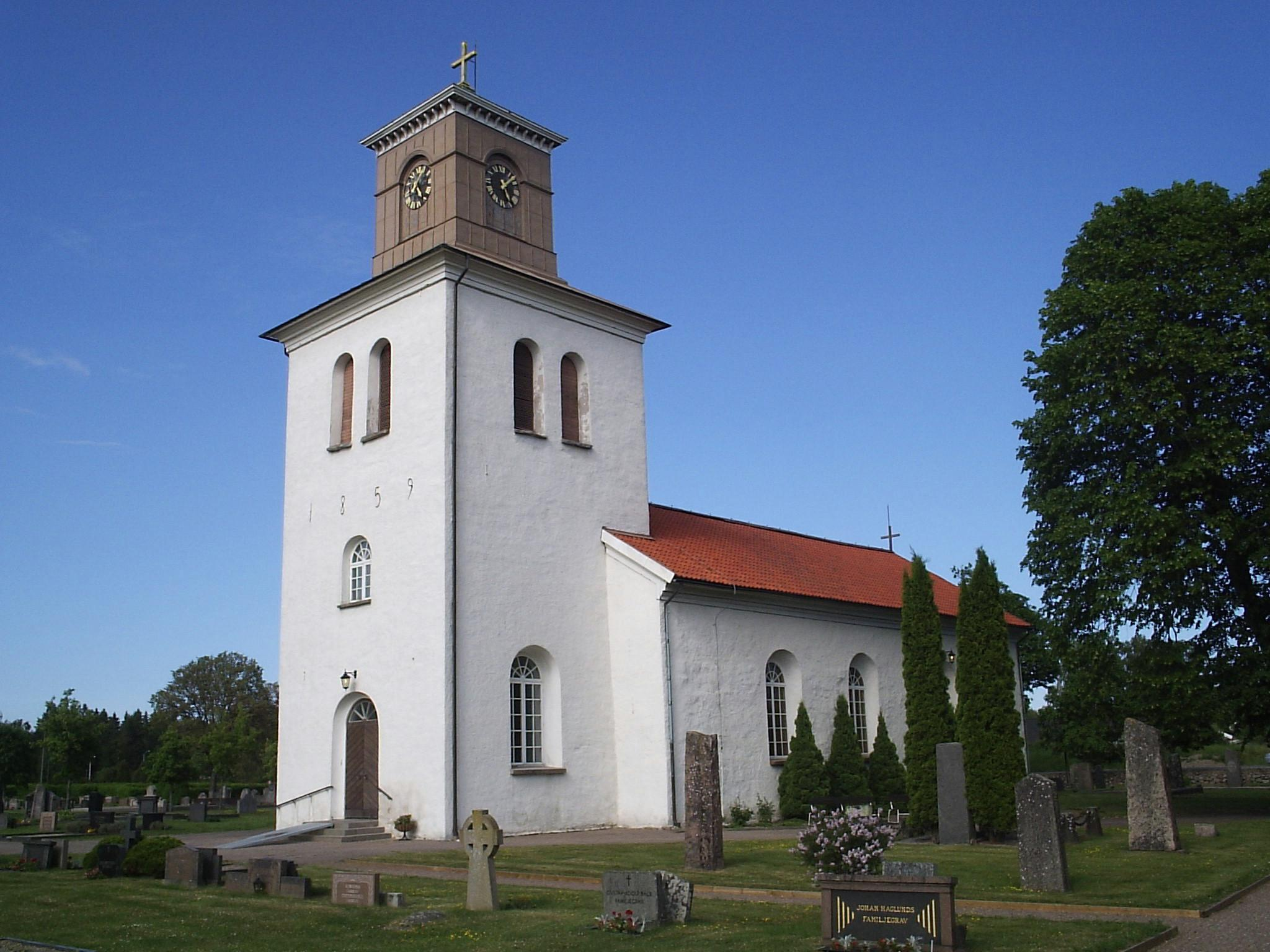
Церква
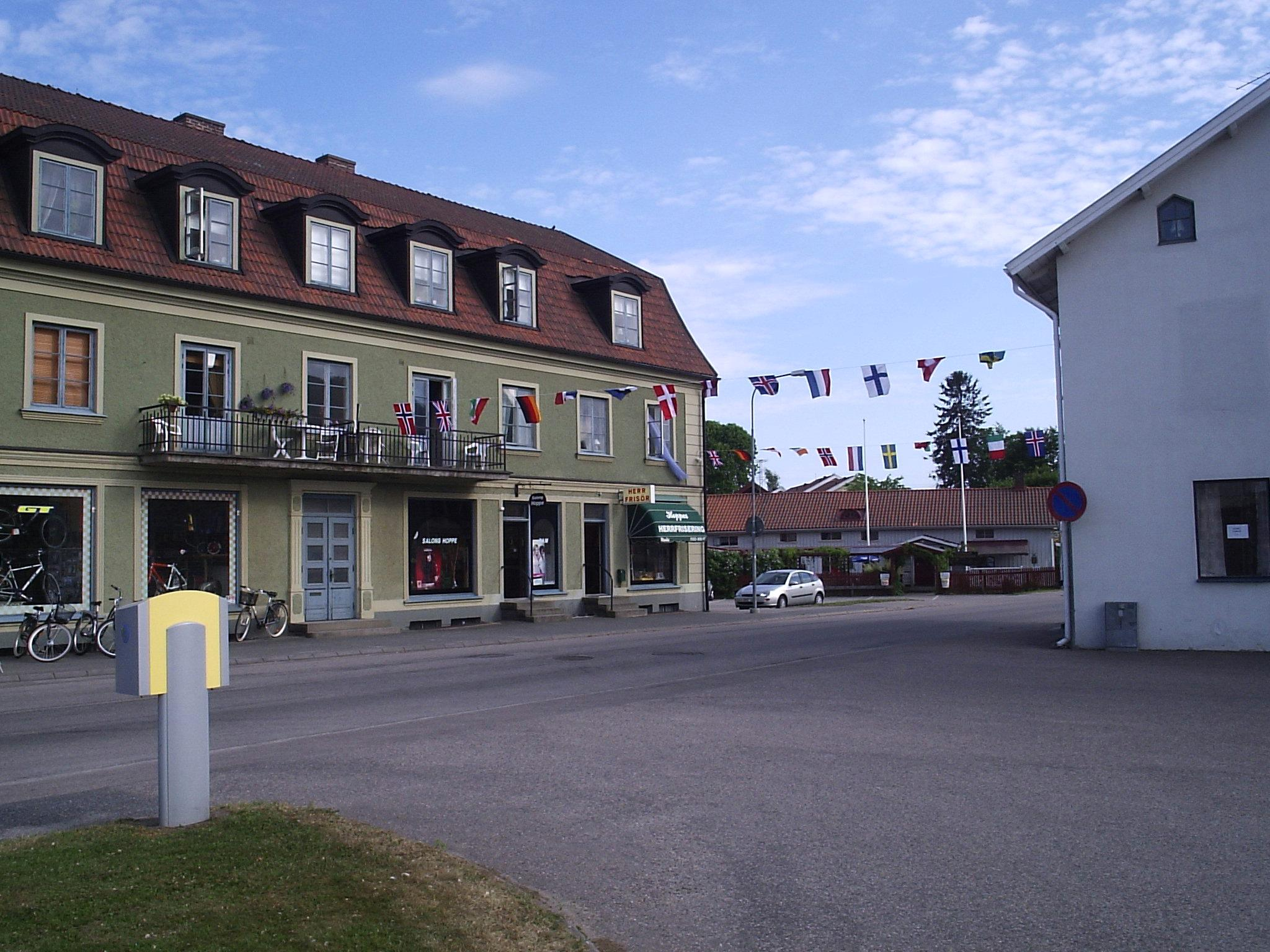
Вулиця Дроттнінггатан
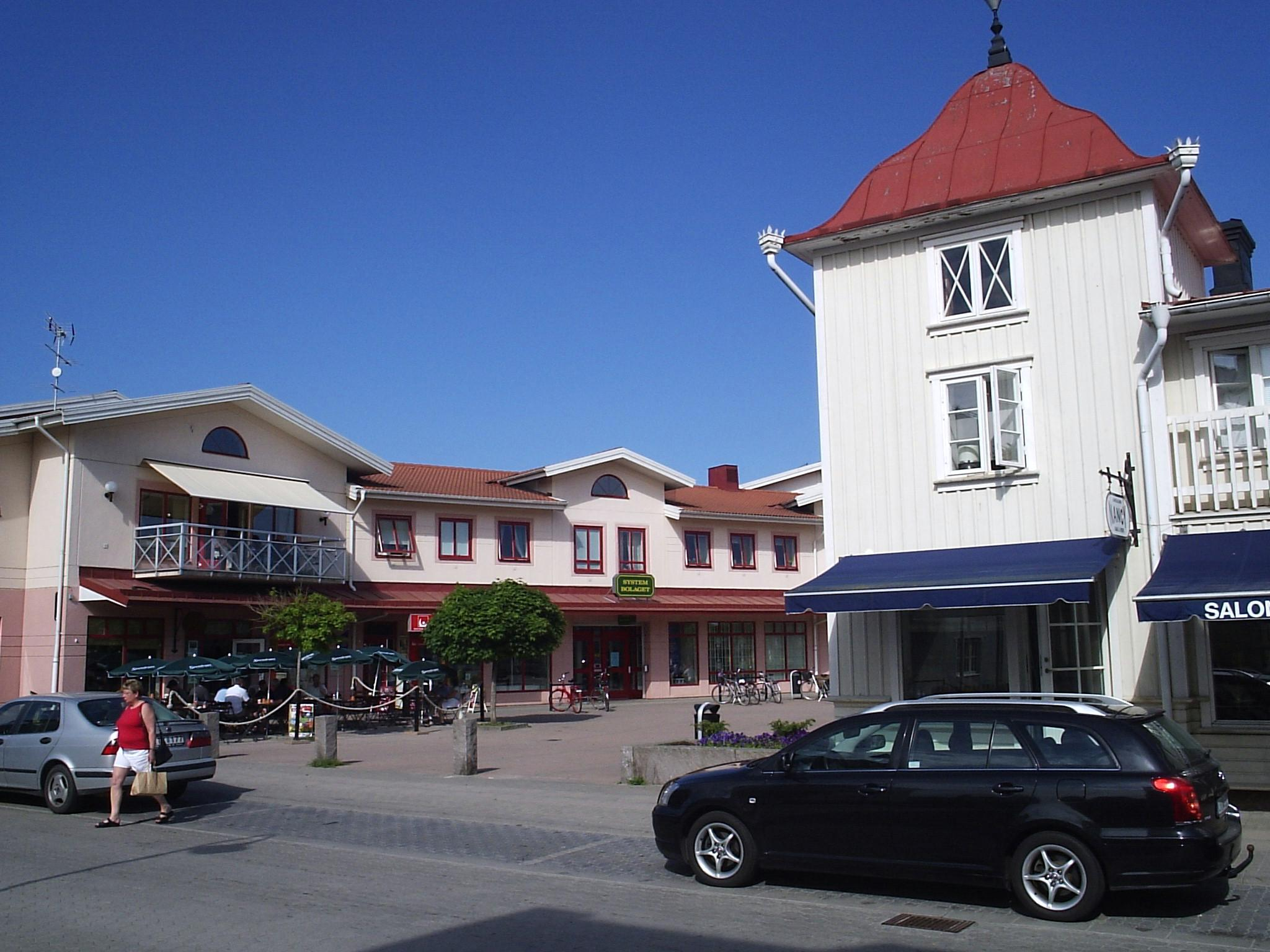
У центрі міста

## Покликання
- Сайт комуни Воргорда [Архівовано 5 червня 2022 у Wayback Machine.]